# Барбър (окръг, Алабама)
Окръг Барбър (на английски: Barbour County) е окръг в щата Алабама, Съединени американски щати. Площта му е 2344 km², а населението – 26 614 души (2016). Административен център е град Клейтън.